# Mietitura (Bruegel)

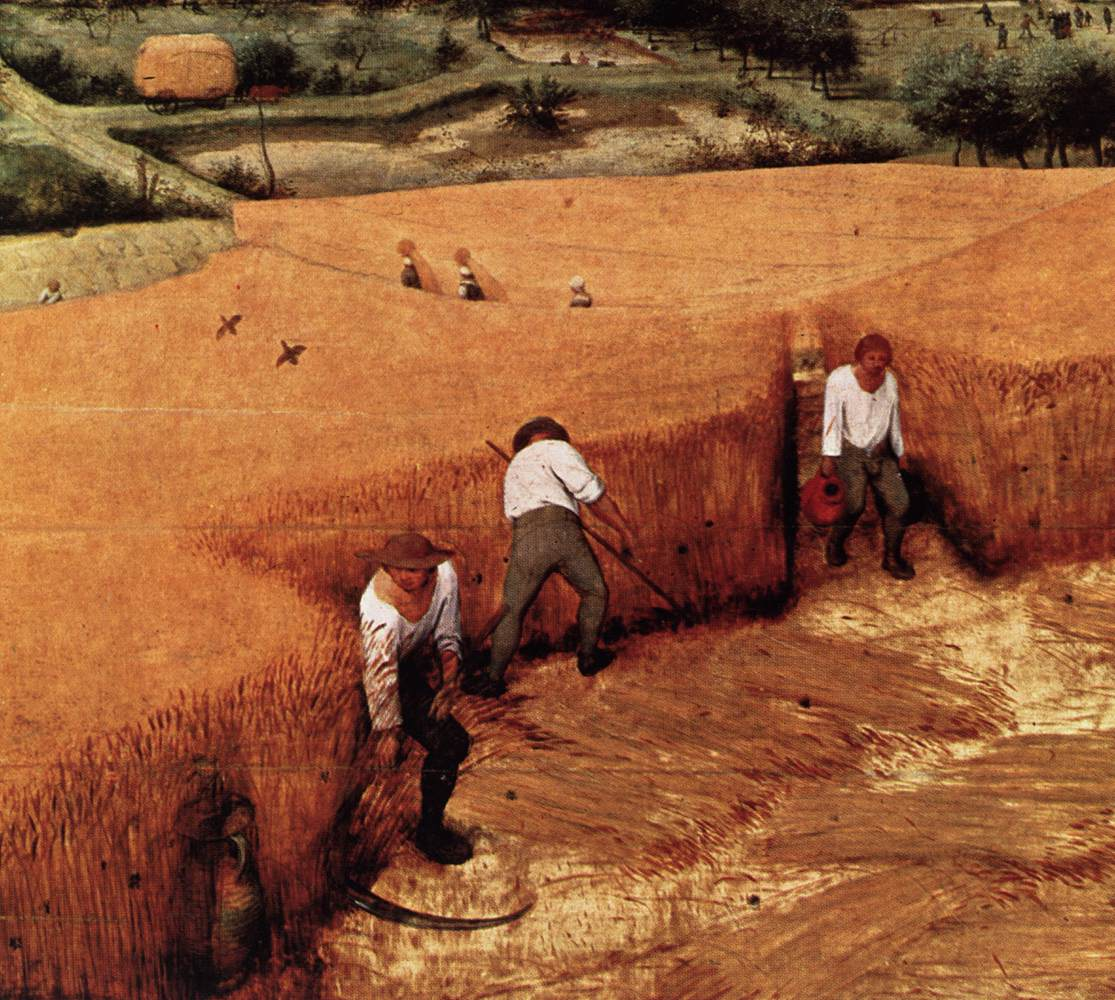
Dettaglio

La Mietitura  è un dipinto olio su tavola (118x160,7 cm) di Pieter Bruegel il Vecchio, datato 1565 e conservato nel Metropolitan Museum di New York. È firmato "BRVEGEL [...] LXV"

## Storia
L'opera fa parte della serie dei Mesi, completata con sole cinque tavole e già in possesso di Niclaes Jonghelinck di Anversa. Appena un anno dopo, nel 1566, venne ceduta all'amministrazione cittadina e nel 1594 fu l'oggetto di un dono a Ernesto d'Asburgo. La Mietitura nel 1809 fu requisita da Napoleone e portata a Parigi, assieme ad altre opere che si trovavano al Belvedere di Vienna. L'opera ricomparve nel 1910 nella capitale austriaca e messa in vendita da un privato di Bruxelles. Fu acquistata dal francese Jean Doucet, il quale due anni dopo la rivendette al museo americano con attribuzione a Jan Bruegel.
Il tema estivo fu oggetto anche di disegno del 1568 (Hamburger Kunsthalle), dove però le attività umane dominano rispetto al paesaggio.

## Descrizione e stile
La scena descrive il lavoro e il riposo in una giornata estiva, probabilmente di agosto. In primo piano due contadini tagliano le lunghe spighe di grano con le falci, mentre un terzo attraversa il campo tramite un varco, portando una brocca e dirigendosi verso il pero a destra, dove alcuni contadini si stanno riposando, mangiando e bevendo all'ombra. Più dietro, a destra, alcune donne legano i covoni e raccolgono le spighe tagliate. Alla staticità delle figure della metà destra fanno contrasto quelle di sinistra, immerse nel colore uniforme delle spighe, che amplifica i loro gesti. Il contadino dormiente anticipa la posa di un personaggio del Paese della cuccagna.
Il giallo delle messi del grano domina gran parte della scena, mentre lo sfondo ha tonalità verdi e verdastre, oltre al chiarissimo grigio-azzurro del cielo. Si intravede una chiesetta tra le fronde della vegetazione e, più lontano, un villaggio e un castello. Anche lo sfondo è popolato da figurette, con un carro che trasporta il fieno, e altri contadini piccolissimi che si dedicano ad attività ricreative. Sulla collina a destra, oltre il confine dei prati centrali, altri campi si perdono in lontananza. Al centro poi la veduta di un bacino sfuma nella vapore della calura estiva.